# Hajime Kanzaka
Hajime Kanzaka (jap. 神坂 一 Kanzaka Hajime; ur. 17 lipca 1964 w prefekturze Hyōgo) – japoński mangaka, pisarz i scenarzysta, znany przede wszystkim z cyklu light novel Slayers.

## Kariera
Hajime Kanzaka zadebiutował w 1989 roku light novel Slayers, zgłoszoną na konkurs Gekkan Dragon Magazine. Pierwsze miejsce w konkursie zapewniło mu publikację, początkowo w odcinkach na łamach magazynu (spin off oryginalnej powieści – Slayers Special – nadal ukazuje się w magazynie). Do końca 2008 roku wydanych zostało ponad 40 tomów cyklu. Na podstawie powieści powstały cztery serie telewizyjne, dwie OAV oraz trzy filmy pełnometrażowe. 
Od 1995 roku wydawana jest także manga Slayers, której scenarzystą jest Kanzaka, a rysownikiem Rui Araizumi. W 1998 roku powstał także serial telewizyjny Lost Universe, będący adaptacją light novel z 1992 roku.

## Filmografia[3]
- Slayers Return, film, 1996 – scenariusz
- Slayers Great, film, 1997 – scenariusz
- Slayers Try, serial TV, 1997 – projekt serialu
- Slayers Gorgeous, film, 1998 – scenariusz